# Tôn Thiện Phương
Tôn Thiện Phương (sinh năm 1971) là kiểm sát viên cao cấp người Việt Nam. Ông hiện giữ chức vụ Viện trưởng Viện kiểm sát nhân dân tỉnh Nghệ An.

## Tiểu sử
Tôn Thiện Phương có bằng Tiến sĩ.
Tôn Thiện Phương là Đảng viên Đảng Cộng sản Việt Nam.
Chiều ngày 15 tháng 8 năm 2017, Tôn Thiện Phương, Phó Viện trưởng Viện kiểm sát nhân dân tỉnh Nghệ An, được Viện trưởng Viện kiểm sát nhân dân tối cao Việt Nam Lê Minh Trí bổ nhiệm giữ chức vụ Viện trưởng Viện kiểm sát nhân dân tỉnh Nghệ An.
Sáng ngày 19 tháng 10 năm 2017, Tôn Thiện Phương, Viện trưởng Viện kiểm sát nhân dân tỉnh Nghệ An, được trao quyết định bổ nhiệm chức danh kiểm sát viên cao cấp.
Sáng ngày 16 tháng 8 năm 2018, Tôn Thiện Phương, Bí thư Ban cán sự Đảng CSVN, Bí thư Đảng ủy VKSND tỉnh Nghệ An, Viện trưởng VKSND tỉnh Nghệ An, được trao Quyết định của Ban Bí thư Ban Chấp hành Trung ương Đảng Cộng sản Việt Nam khóa 12 về việc chỉ định làm Ủy viên Ban chấp hành Đảng bộ tỉnh Nghệ An nhiệm kỳ 2015-2020 theo Quyết định số 798-QĐNS/TW ngày 10/7/2018.